# Víctor Solar
Víctor Solar Pérez (Santiago, Chile, 25 de febrero de 1954) es un exfutbolista chileno. Jugó de puntero izquierdo. Fue seleccionado juvenil.

## Trayectoria
Su comienzo fue en las divisiones inferiores de Colo-Colo, club en el cual debutó a los 17 años en 1971, mismo año en que fue nominado para jugar por la Selección en Sudamericano Juvenil de Paraguay.
En su carrera deportiva militó en 13 clubes, hecho por el cual la ANFP lo registra como integrante en la nómina de los jugadores que más camisetas vistieron en su actividad de futbolista profesional.
Actualmente dirige escuelas de fútbol de Colo Colo en La Florida y Quinta Normal.

## Estadísticas

### Clubes
| Club                 | País  | Año       |
| -------------------- | ----- | --------- |
| Colo-Colo            | Chile | 1971      |
| Deportes La Serena   | Chile | 1972      |
| Palestino            | Chile | 1973      |
| Colo-Colo            | Chile | 1974      |
| Universidad de Chile | Chile | 1974      |
| Deportes Antofagasta | Chile | 1975-1976 |
| Deportes Aviación    | Chile | 1978-1979 |
| Audax Italiano       | Chile | 1980      |
| Rangers              | Chile | 1981-1982 |
| Huachipato           | Chile | 1983      |
| Deportes La Serena   | Chile | 1984      |
| Lota Schwager        | Chile | 1984      |
| Unión La Calera      | Chile | 1985      |
| Magallanes           | Chile | 1986      |
| Trasandino           | Chile | 1987      |

## Palmarés

### Campeonatos nacionales
| Título                          | Club       | País  | Año  |
| ------------------------------- | ---------- | ----- | ---- |
| Copa Chile                      | Colo Colo  | Chile | 1974 |
| Copa Polla Gol Segunda División | Huachipato | Chile | 1983 |